# Metabolički sindrom
Metabolički sindrom je naziv za skupinu faktora rizika koja se javlja kao posljedica inzulinske rezistencije i abnormalnog nakupljanja i funkcije masnog tkiva. Rizični faktori za nastanak sindroma su genetičko nasljeđe, loša prehrana i nedovoljna tjelesna aktivnost.
Postoje različiti kriteriji za dijagnozu sindroma, koje se ne razlikuju značajno. 
Prema "International Diabetes Federation" (IDF) konsenzusu iz 2006. za dijagnozu metaboličkog sindroma potrebno je utvrditi najmanje tri metabolička rizična faktora od sljedećih: 
- abdominalni tip pretilosti (opseg struka ≥94 cm muškarci, a žene ≥80 cm, BMI > 30 kg/m2 - vrijednosti za europljane) - ako je BMI > 30 kg/m2, nije potreban opseg struka)
- glukoza natašte ≥ 5.6 mmol/L ili uzimanja lijekova za hiperglikemiju
- trigliceridi ≥ 1.7 mmol/L ili uzimanja lijekova za hipertrigliceridemiju
- HDL kolesterol < 1.03 mmol/L (muškarci) ili < 1.29 mmol/L žene ili uzimanje lijekove za sniženi HDL
- vrijednosti krvnog tlaka ≥130/85 mm Hg ili uzimanja lijekova za hipertenziju